# Graceanna Lewis

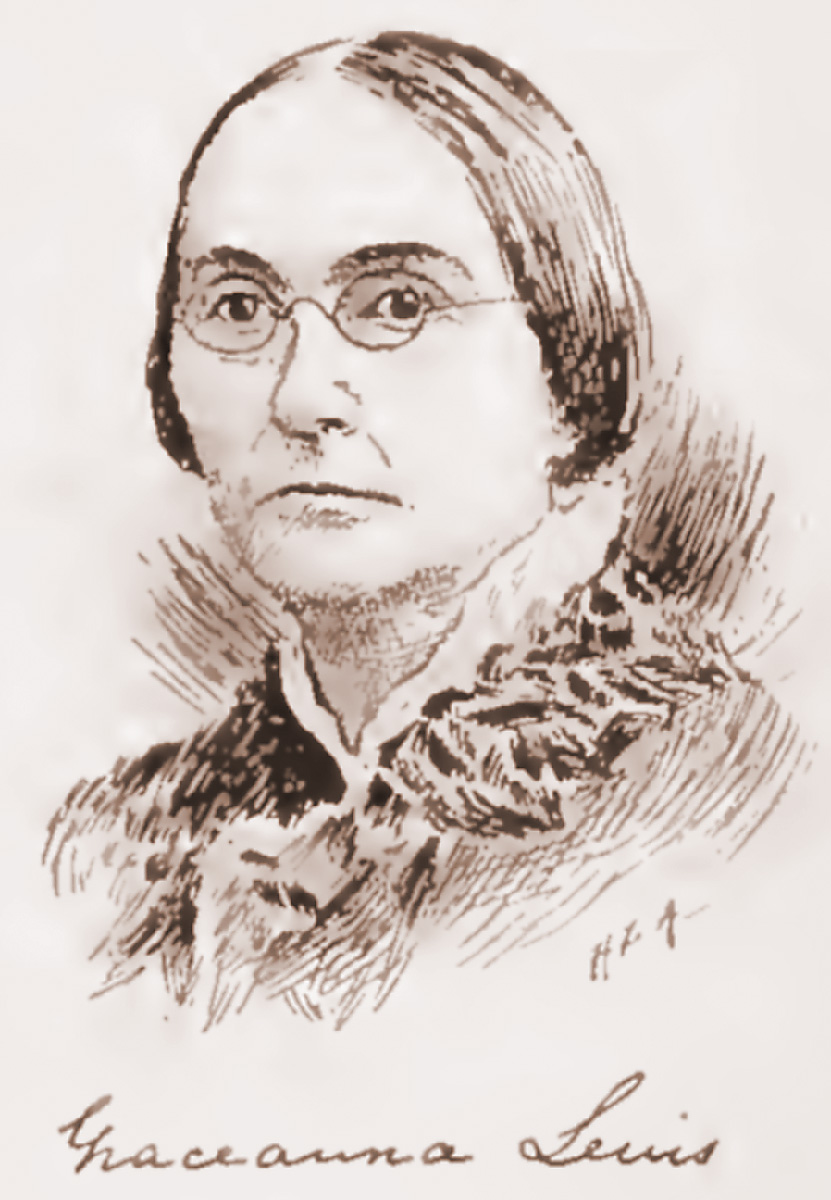
Graceanna Lewis, The National Cyclopaedia of American Biography (1899)

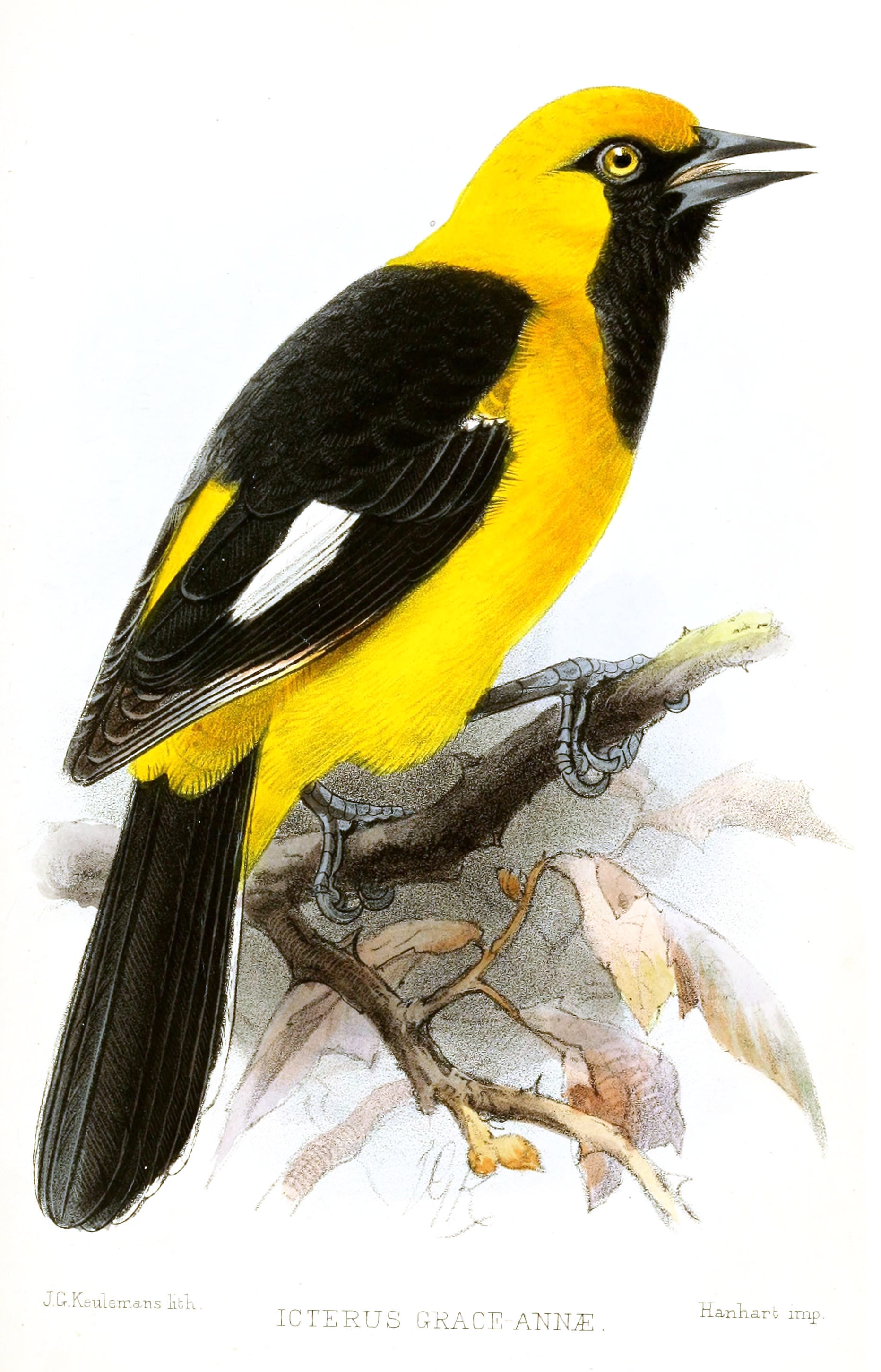
L'oriol de vores blanques anomenat ' ' Icterus graceannae ' en honor de Graceanna.

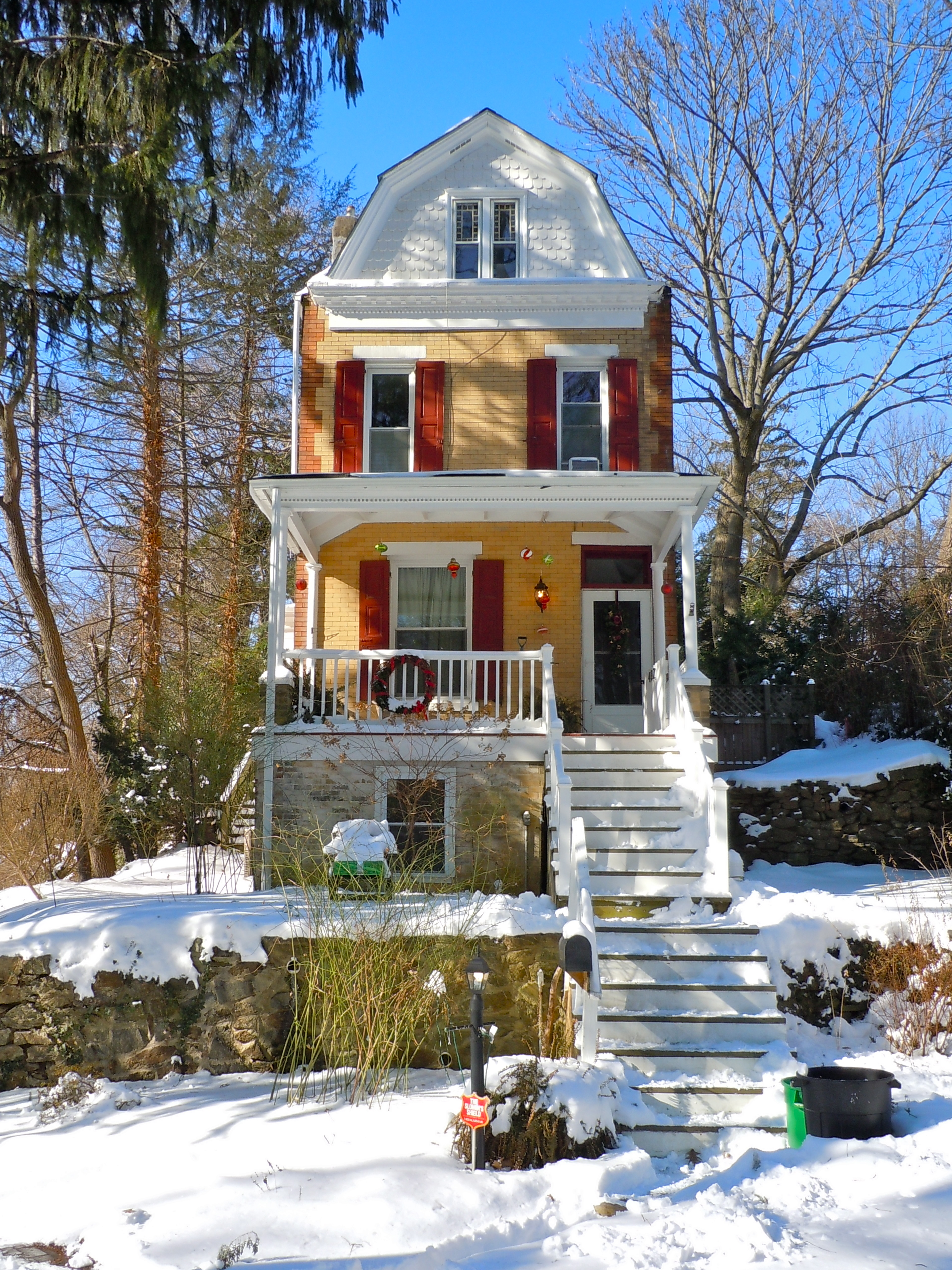
Gayley St.Home a Media (2015)

Graceanna Lewis (3 d'agost de 1821 - 25 de febrer de 1912) va ser una naturalista, il·lustradora i reformadora social nord-americana. Experta en el camp de l'ornitologia, Lewis és recordada com una pionera científica i activista estatunidenca en els moviments contra l'esclavitud, el per la temprança i el sufragi femení.

## Joventut
Graceanna Lewis va néixer el 3 d'agost de 1821 en una granja a prop de la municipalitat de West Vincent, al Comtat de Chester (Pennsilvània). Era la segona de les quatre filles d'un granger quàquer anomenat John Lewis i la seva dona, l'Esther Fussell. Entre els avantpassats de Graceanna hi havia un amic de William Penn que havia emigrat a la nova Província de Pennsilvània des del sud de Gal·les el 1682.
El pare de Lewis va morir quan només tenia tres anys, deixant a la seva mare que la va educar sola. L'Esther, com a dona que havia estat mestra d'escola abans del seu matrimoni, va contribuir a desenvolupar un gran afecte per l'aprenentatge de les ciències per part de Graceanna. Esther Fussell Lewis havia fet observacions astronòmiques i meteorològiques, així com temps de floració de les plantes. També va servir de model a l'activisme social a l'allotjar esclaus fugitius com a part del Ferrocarril Subterrani cap a la llibertat al Canadà. Després de la mort de la seva mare, Graceanna va fer que la seva pròpia casa estigués disponible per a aquest propòsit, proporcionant secretament allotjament durant la nit a fins a onze esclaus fugitius alhora.
Lewis va assistir al Kimberton Boarding School for Girls a la veïna Kimberton, Pennsilvània, on va rebre ensenyament en moltes de les ciències naturals, com l'astronomia, la botànica, la química i la zoologia. Graceanna també va mostrar una gran aptitud com a pintora animalista. Després de completar els seus estudis el 1842, va exercir com a docent, un dels pocs camps d’esforç oberts a les dones educades de l'època, ocupant una posició com a professora de botànica i química en un internat de York, Pennsilvània.

## Esforços científics
Mary Townsend, germana de John Kirk Townsend, va ser una de les amigues que va inspirar a Graceanna. Mary havia escrit un llibre sobre insectes i Graceanna va expressar el seu desig d’emular-la. Durant la dècada de 1850, es va traslladar a Filadèlfia, on va treballar estretament amb un petit cercle de quàquers que cultivaven les ciències naturals. Entre ells hi havia Ezra Michener i Vincent Bernard. Va conèixer a un dels principals ornitòlegs nord-americans, John Cassin a l'Acadèmia de Ciències Naturals de Filadèlfia. El 1862 hi va estudiar ornitologia a un nivell avançat sota el mestratge de Cassin i al llarg de cinc anys. El 1867 Cassin va honorar a Lewis, la seva protegida, amb el nom d'Icterus graceannae, també conegut com l'oriol de vores blanques.
Des de mitjans de la dècada de 1860 Graceanna va començar a impartir conferències privades sobre temes ornitològics a Filadèlfia. La seva àrea d’interessos i experiències es va estendre gradualment al llarg de la seva vida incorporant un ampli espectre d'història natural, tant plantes com animals i minerals.
El 1868 Graceanna va publicar el llibre The Natural History of Birds, el primer d'un esperada obra magna en diverses parts. Malauradament per Lewis, el seu mecenes Cassin va morir el 1869 i no va poder obtenir un lloc docent en aquell camp que li permetés avançar encara més en el seu treball.
Els grans plans de Graceanna també es van veure obstaculitzats pel fet que les seves idees eren vistes pels editors com a massa complicades per a un públic senzill, però no prou avançades per a la comunitat científica. Com a producte d’una devota educació religiosa, Graceanna va criticar la teoria de l'evolució de Charles Darwin durant gran part de la seva vida, afirmant la teoria creacionista de que Déu era el responsable d’un univers intricat i ben ordenat. Només a la dècada de 1890, Lewis va arribar a acceptar algunes idees evolutives, tot i que va veure el procés com a part integrant d’un gran sistema teista. Graceanna va rebutjar particularment la idea de Darwin que la variació aleatòria formava part del procés darrere de la selecció natural, argumentant en canvi que l'evolució era un procés divinament dirigit per a la perfecció d'espècies creades de forma sobrenatural.
Graceanna va estar condicionada pel seu determinisme teista i la manca d'una major educació superior. Per això es va veure obligada a exercir els seus coneixements en la divulgació a través de conferències populars sobre naturalisme. i treballant com a il·lustradora científica independent, amb la qual cosa s'hi va guanyar la vida. Amb un flux d’ingressos tan inestable, en el millor dels casos, el 1870 Graceanna va acceptar un lloc docent a la Philadelphia Friends School, on romandria fins l’any següent. El 31 de maig de 1870, Lewis va ser escollida membre de l'Acadèmia de Ciències Naturals de Filadelfia, després d'haver obtingut el suport de dos reconeguts científics locals: Joseph Leidy i George Washington Tryon, juntament amb el bibliotecari de l'Acadèmia Edward J. Nolan.
El 1871 Graceannna va vendre les possessions familiars i va utilitzar els ingressos per finançar la seva investigació posterior. Va imaginar un conjunt de gràfics il·lustrats que demostraven la relació dels regnes vegetals i animals. Amb tot, no va poder seguir el ritme de les noves descobertes científiques i no va poder preparar-se per publicar els seus gràfics de forma incompleta. Així doncs els projectes no es van arribar a concretar.
Graceanna va donar dues conferències al Vassar College, el 1874 i el 1879. Va sol·licitar diversos llocs acadèmics durant tot el període, inclosa una plaça vacant de professorat d’història natural a Vassar. La seva manca d'educació reglada més enllà del batxillerat i, pel sexisme generalitzat a l’àmbit acadèmic, no la va permetre aconseguir una posició de docència universitària. En canvi, Lewis va tornar a l'ensenyament bàsic, treballant a la Foster School for Girls de Clifton Springs, Nova York, des de 1883 fins a 1885.
El 1893 Graceanna va rebre l'encàrrec de la Pennsylvania Forestry Commission de pintar un conjunt de 50 il·lustracions en aquarel·la de fulles representatives d'arbres per exposar-les a la World's Columbian Exposition de Chicago. L'obra de Graceanna es va considerar un èxit, ja que li va guanyar una medalla i un diploma. El conjunt de pintures es va tornar a mostrar públicament a l'Exposició Pan-Americana de 1901 a Buffalo, Nova York, així com a l'Exposició Universal de Saint Louisde 1904 a St. Lluís. Va ser membre de l'Acadèmia de Ciències Naturals de Filadèlfia i del Delaware County Institute of Science.

## Creences socials
A banda de la seva acció directa contra l'esclavitud, com a part de la xarxa secreta que va ajudar els esclaus afroamericans fugits cap a la llibertat en els anys anteriors a la Guerra Civil dels Estats Units, Graceanna va ser una activista en diversos altres moviments socials del seu temps. D'acord amb les seves creences religioses quàqueres, Graceanna va romandre al llarg de la seva vida com una convençuda pacifista. També va recolzar activament el moviment per a la prohibició de l'alcohol als Estats Units, coneguda com a Llei Seca. Per aquest motiu va exercir com a secretària de la Woman's Christian Temperance Union a Media, Pennsilvània, i com a superintendent d'aquesta institució científica per promoure instruccions de moderació alcohòlica al comtat de Delaware.
Graceanna també va participar activament en el moviment per a la concessió del dret a vot a les dones. Va presentar un document sobre "Science for Women" al Tercer Congrés de Dones a Syracuse, Nova York, a l'octubre de 1875.

## Mort i llegat
Graceanna Lewis va passar les últimes dècades de la seva vida a la seva ciutat natal, Media, Pennsylvania, amb el seu nebot, l’artista Charles Lewis Fussell. Va morir el 25 de febrer de 1912, als 90 anys, després d’un atac de feridura.
Els arxius de Graceanna formen part de la col·lecció Lewis-Fussell Family ubicats a la Universitat Swarthmore de Swarthmore, Pennsilvània. En aquest fons d'arxiu es poden trobar els documents i dibuixos de Lewis relacionats amb les ciències naturals, així com un manuscrit inèdit d'una memòria sobre el ferrocarril subterrani.

## Obres

### Obra publicada
- An Appeal to Those Members of the Society of Friends Who Knowing the Principles of the Abolitionists Stand Aloof from the Anti-Slavery Enterprise. n.c., n.p., n.d. [1840s].
- Natural History of Birds: Lectures on Ornithology. Philadelphia: J.A. Bancroft, 1868.
- The Position of Birds in the Animal Kingdom. 1869.
- "The Lyre Bird," American Naturalist, vol. 4, no. 6 (Aug. 1870), pp. 321–331.
- Symmetrical Figures in Birds' Feathers. Philadelphia: McCalla & Stavely, 1871.
- The Development of the Animal Kingdom: A Paper Read at the Fourth Meeting of the Association for the Advancement of Woman. Nantucket, MA: Hussey & Robinson, 1877.

### Obra inèdita
- Chart of the Animal Kingdom.
- Chart of the Vegetable Kingdom.
- A Chart of the Class of Birds.
- A Chart of Geology, with Special Reference to Paleontology.
- Microscopic Studies of Frost Crystals.
- Plumage of Birds.
- Lower Forms of Animal and Vegetable Life.
- Studies in Forestry, Illustrated by Watercolor Paintings.
- Water Color Paintings of Wild Flowers.